# WK - Voetbal '78
WK - Voetbal '78 (Spaans: Mundial 78) is een stripalbum uit de reeks Paling en Ko van tekenaar Francisco Ibáñez. De oorspronkelijke versie werd in 1978 uitgebracht als #35 in de Ases del Humor-reeks na voorpublicatie in het stripblad Mortadelo (zoals de lange kale helft van het tweetal in het Spaans heet) van oktober 1977 tot januari 1978. Tegelijkertijd werd het album ook in het Nederlands uitgebracht als #19. WK - Voetbal '78 is tevens het tweede (lange) verhaal dat zich afspeelt op een groot sporttoernooi; in album 15 deden Paling en Ko mee aan de Olympische Spelen van het fictieve Katlandia, en in een kort verhaal in Mortadelo lieten de twee agenten zien dat er aan hen geen grote voetballers verloren zijn gegaan.

## Naamsverwarring
Als gevolg van een jarenlange naamsverwarring wordt de kale meestervermommer hier Ko genoemd en de korte met de twee haren (door zijn collega steevast met chef en u aangesproken) Paling.

## Verhaal
De Afrikaanse republiek Mondongo is afgewezen als gastland van het WK Voetbal 1978 dat nu in Argentinië plaatsvindt; uit wraak dreigt president Iman I met sabotage. Paling en Ko worden er door hun baas, de Superintendant, naartoe gestuurd om de saboteurs te arresteren; om niet op te vallen mengen ze zich in het Spaanse elftal. Professor Bacterie gaat ook mee om hen bij te staan met zijn uitvindingen die niet altijd naar behoren werken; ook de injectie waarvan ze op elk bolvormig voorwerp schieten heeft zo de nodige kinderziektes. Paling en Ko spelen tegen de volgende landen met de volgende uitvindingen;
- Een drankje dat sprongen en snelheden verhoogt; de kale scoort een van de zeven doelpunten tegen Australië, maar eindigt in het gips omdat het drankje te goed werkt.
- Een bal met afstandsbediening waar het licht explosieve X-J 74 in zit. Na een reeks voorvallen besluiten Paling en Ko de bal te begraven; in zijn onhandigheid gooit de kale er echter een steen op, met alle gevolgen van dien.
- Spanje wint met 36-1 van de Russen, dankzij een verzwakkend gas; iets waar ook de chef na afloop het slachtoffer van wordt doordat de kale per ongeluk in het flesje knijpt.
- Het elftal speelt in het stadion van Córdoba tegen Melanesië; Paling en Ko krijgen voetbalschoenen met magnetische zolen, maar omdat deze te goed werken hebben zij geen aandeel in de 38-0 overwinning.
- Een vloeistof die iemands hoofd kan doen zwellen waardoor deze van het veld moet; Paling en Ko proberen het op de professor uit, en na afloop van de 14-1 zege tegen Schotland drinken zij de rest op in de veronderstelling dat het whisky is. In een van de verhalen uit De Geschiedenis van Paling en Ko eindigde de chef ook met een gezwollen hoofd als gevolg van een mislukte uitvinding.
- Tijdens de finale tegen Duitsland leveren een rookgordijn en een krimpgas niet het gewenste effect. Vlak voor het einde van de wedstrijd wordt iedereen met een rode kaart van het veld gestuurd. De kale wordt daarbij gespaard en maakt na een laatste injectie een eigen doelpunt waardoor Duitsland het WK wint. Paling en Ko hebben zich niet geliefd gemaakt bij hun medespelers, maar omdat zij ervoor hebben gezorgd dat er geen aanslagen zijn gepleegd worden zij door Super beloond met vrijkaartjes voor de volgende interland. Uit het laatste plaatje blijkt dat Iman I en zijn huurlingen door een fout van de kaartlezer in China terecht zijn gekomen.

## Cameo's
- Johan Cruijff als een van de buitenlanders in het Spaanse elftal tijdens de openingsceremonie.
- Leonid Brezjnev die de Russen naar Siberië stuurt vanwege hun nederlaag.
- Adolf Hitler tijdens de finale.